# Ivo Knoflíček
Ivo Knoflíček (Kyjov, 1962. február 23. –) csehszlovák válogatott cseh labdarúgó, csatár.

## Pályafutása

### Klubcsapatban
1981–82-ben a Slavia Praha, 1982 és 1984 között az RH Cheb, 1984 és 1988 között a Slavia labdarúgója volt. Az 1984–85-ös idényben a bajnokság gólkirálya volt 21 góllal. 1988-ban a Slavia Nyugat-Németországban szerepelt és Knoflíček nem tért vissza a csapattal Csehszlovákiába. Ezt követően 18 hónapos eltiltást kapott. 1989-ben a St. Pauli csapatában tért vissza a pályára. 1991–92-ben a VfL Bochum, 1992–93-ban az osztrák Vorwärts Steyr játékosa volt. 1993-ban hazatért Csehországba. Először a Švarc Benešov együttesében szerepelt. 1994–95-es idényben újra a Slavia labdarúgója volt. 1995–96-ban a Pares Prušánky, 1996 és 1998 között az 1. FK Příbram játékosa volt.

### A válogatottban
1983 és 1992 között 38 alkalommal szerepelt a csehszlovák válogatottban és hét gólt szerzett. Tagja volt az 1990-es olaszországi világbajnokságon részt vevő csapatnak.

## Sikerei, díjai
Slavia Praha
- Csehszlovák bajnokság
  - gólkirály: 1984–85 (21 gól)